# Liste der Kulturdenkmale in Muggensturm

In der Liste der Kulturdenkmale in Muggensturm sind Bau- und Kunstdenkmale der Gemeinde Muggensturm verzeichnet, die im „Verzeichnis der unbeweglichen Bau- und Kunstdenkmale und der zu prüfenden Objekte“ des Landesamts für Denkmalpflege Baden-Württemberg verzeichnet sind. Dieses Verzeichnis ist nicht öffentlich und kann nur bei „berechtigtem Interesse“ eingesehen werden. Die folgende Liste ist daher nicht vollständig.

## Allgemein
- Bild: Zeigt ein ausgewähltes Bild aus Commons, „Weitere Bilder“ verweist auf die Bilder im Medienarchiv Wikimedia Commons.
- Bezeichnung: Nennt den Namen, die Bezeichnung oder die Art des Kulturdenkmals.
- Lage: Straßenname und Hausnummer oder Flurstücknummer des Kulturdenkmals, gegebenenfalls auch den Ortsteil. Die Grundsortierung der Liste erfolgt nach dieser Adresse. Der Link (Karte) führt zu verschiedenen Kartendiensten mit der Position des Kulturdenkmals. Fehlt dieser Link, wurden die Koordinaten noch nicht eingetragen. Sind diese bekannt, können sie über ein Tool mit einer Kartenansicht einfach nachgetragen werden. In dieser Kartenansicht sind Kulturdenkmale ohne Koordinaten mit einem roten bzw. orangen Marker dargestellt und können durch Verschieben auf die richtige Position in der Karte mit Koordinaten versehen werden. Kulturdenkmale ohne Bild sind an einem blauen bzw. roten Marker erkennbar.
- Datierung: Baubeginn, Fertigstellung, Datum der Erstnennung oder grobe zeitliche Einordnung entsprechend des Eintrags in der zuständigen Denkmaldatenbank (Landesamt für Denkmalpflege Baden-Württemberg).
- Beschreibung: Kurzcharakteristik des Kulturdenkmals.

## Kulturdenkmale der Gemeinde Muggensturm
| Bild           | Bezeichnung                                                      | Lage                      | Datierung              | Beschreibung | ID |
| -------------- | ---------------------------------------------------------------- | ------------------------- | ---------------------- | --- | -- |
| Weitere Bilder | Bahnhof Muggensturm                                              | Bahnhofplatz 1 (Karte)    | 1907–1908              | Bahnhof Muggensturm, Empfangsgebäude, zweigeschossiger, z.T. unverputzter Massivbau mit eingeschossigen Seitentrakten, Walmdächer, 1908/09 von Baurat Buzgeiger aus Rastatt |    |
| Weitere Bilder | Margaretenkapelle, Grabsteine, Mauer, Kreuzigungsgruppe, Grabmal | Friedhofstraße 14 (Karte) | 2. Hälfte 13. Jh.–1737 | Auf dem Friedhof: - kath. Margaretenkapelle, Chorturmkirche mit einschiffigem, rechteckigem Langhaus, Bruchsteinbau, verputzt, zweite Hälfte 13. Jahrhundert, 1737 Langhaus erneuert, innen Flügelaltar um 1500 (§28) - an der Südseite der Kapelle: vier Grabsteine 19. Jahrhundert - Friedhofsmauer aus Bruchsteinen, an einer Seite Strebepfeiler (§2) - Kreuzigungsgruppe von 1765, bestehend aus Kruzifix mit Engelsköpfen und abgerundeten Kreuzesarmen, Maria und Johannes, Sandstein, erneuert 1946, gestiftet von Maria Schäfer (§2) - Grabmal der Familie Karl Fischer, Grabstein mit auferstandenem Christus, 1944 (Fischer war Erzbischöflicher Baumeister, 1905 Bauführer der kath. Kirche in Muggensturm) (§2) Geschützt nach §§ 2, 28 DSchG |    |
| Weitere Bilder | Rathaus                                                          | Hauptstraße 33 (Karte)    | 1827–1830              | Rathaus, zweigeschossig, Putz-Werksteinbau mit dreiachsigem Mittelrisaliten und Balkon, Mansardwalmdach, erbaut zwischen 1827 und 1830 |    |
| Weitere Bilder | Pfarrkirche Maria Königin der Engel                              | Kirchstraße 12 (Karte)    | 1904–1906              | Pfarrkirche Maria Königin der Engel von Johannes Schroth, neogotische dreischiffige Basilika mit Querschiff und 7/16-Chor, Sandsteinbau mit seitlichem Turm, 1904 bis 1906 anstelle einer von Johann Michael Ludwig Rohrer 1722/23 errichteten Kirche; neben der Kirche: Ölberg bestehend aus Christus, Engel und zwei schlafenden Aposteln, Sandstein, Figuren etwas kleiner als Lebensgröße, zweite Hälfte 19. Jahrhundert |    |